# Scottish Martyrs
Scottish Martyrs (ang. "Szkoccy męczennicy") - ogólne określenie pięciu reformatorów aresztowanych i skazanych w latach 1792-1793 na zesłanie do kolonii karnej Nowa Południowa Walia.  Oskarżeni o "podburzanie i działalność wywrotową" (sedition) Thomas Muir, Thomas Palmer, William Skirving, Joseph Gerrald i Maurice Margot byli pierwszymi więźniami politycznymi skazanymi na zesłanie na Antypody.  Czasami do grona "Męczenników" zalicza się także aresztowanego w 1792 George'a Mealmakera, który został zesłany do Australii dopiero w 1800.
W 1844 w Edynburgu został wzniesiony pomnik Political Martyrs' Monument ich upamiętniający.